# Zekelita revolutalis
Zekelita revolutalis là một loài bướm đêm trong họ Erebidae.